# Deborah Kennedy
Deborah Kennedy es una actriz australiana, conocida por sus participaciones en numerosas obras de teatro.

## Carrera
Deborah apareció en los comerciales de las páginas amarillas del directorio telefónico donde usaba la frase "No estoy feliz, Jan!"
En 1983 apareció como invitada en la exitosa popular serie australiana Prisoner donde interpretó a Gerri Doogan, una mujer que es enviada a prisión por dos semanas bajo cargos de solicitud, sin embargo luego se descubre que en realidad Gerri fue llevada para recuperar una foto de Lionel Fellowes.
En 1987 interpretó a Maree Perkins durante el episodio "Things of Value: Part 2" en la serie A Country Practice, anteriormente había aparecido por primera vez en la serie en 1985 en donde dio vida a Joan Barlow durante dos episodios.
En 1988 obtuvo un pequeño papel en la popular y exitosa serie australiana Home and Away donde interpretó a una veterinaria.
En 2006 se volvió personaje recurrente en la popular serie australiana Neighbours donde interpretó a Mishka Schneiderova, la exnovia de Lou Carpenter.
En 2009 se unió al elenco de la serie The Jesters donde dio vida a Di Sunnington hasta 2011.
En 2010 apareció por primera vez en la serie de baile Dance Academy donde dio vida a la maestra Histead, papel que interpretó nuevamente en 2012. Ese mismo año apareció por primera vez en la serie Rake donde interpretó a la abogada Meg Makepeace en el episodio "R vs Dana", Deborah apareció nuevamente en la serie en 2012 interpretando a Meg ahora en el episodio "R vs. Fenton".
En 2011 dio vida a Janis Kennedy en el episodio # 1.6 de la serie Laid, un año más tarde apareció nuevamente ahora interpretando a Jan Beane.
En 2012 interpretó a Regina Charlesworth en la serie Miss Fisher's Murder Mysteries.
En 2013 se unió al elenco recurrente de la serie A Place to Call Home donde dio vida a Doris Collins, hasta el final de la serie en 2014 luego de finalizar su segunda temporada.
En 2014 se unió al elenco recurrente de la serie Janet King donde interpretó a la abogada Dianne Vaslich. La serie es un spin-off de la serie Crownies.

## Filmografía

### Series de televisión
| Año             | Título                         | Personaje           | Notas                                |
| --------------- | ------------------------------ | ------------------- | ------------------------------------ |
| 2013 - presente | A Place to Call Home           | Doris Collins       | 49 episodios                         |
| 2014            | Janet King                     | Dianne Vaslich      | 4 episodios                          |
| 2010, 2012      | Rake                           | Meg Makepeace       | 2 episodios                          |
| 2012            | Laid                           | Jan Beane           | 4 episodios                          |
| 2012            | Miss Fisher's Murder Mysteries | Regina Charlesworth | episodio "Away with the Fairies"     |
| 2010, 2012      | Dance Academy                  | Miss Histead        | 3 episodios                          |
| 2009, 2011      | The Jesters                    | Di Sunnington       | 16 episodios                         |
| 2009            | :30 Seconds                    | Jocelyn Mann        | episodio "Invisible Fault Lines"     |
| 2006            | Neighbours                     | Mishka Schneiderova | 14 episodios                         |
| 2006            | RAN: Remote Area Nurse         | Enfermera           | episodio "The Coral Age" - miniserie |
| 2003            | Welcher & Welcher              | Juezan              | episodio "Siblings-in-Law"           |
| 2002            | Mcleod's Daughters             | Cathy Cronin        | episodio "Desperate Measures"        |
| 1998            | Wildside                       | Patricia Wilson     | episodio # 1.23                      |
| 1998            | Good Guys Bad Guys             | Bridget Costello    | episodio "A Chip Off the Old Potato" |
| 1996            | Naked: Stories of Men          | Romono              | episodio "A Fallen Woman"            |
| 1991 - 1992     | Police Rescue                  | Bronwyn Catteau     | 4 episodios                          |
| 1991            | For the Love of Mike           | Isabella Rudd       | episodio # 1.6                       |
| 1991            | Chances                        | Connie Reynolds     | -                                    |
| 1988            | Home and Away                  | Veterinaria         | episodio # 1.10                      |
| 1985            | A Country Practice             | Joan Barlow         | 2 episodios                          |
| 1983            | Prisoner                       | Gerri Doogan        | 2 episodios                          |
| 1982            | 1915                           | Sharon Kerley       | miniserie                            |
| 1979            | Doctor Down Under              | Hermana Fletcher    | episodio "The More We Are Together"  |
| 1977            | The Restless Years             | Dra. Helen Ashford  | -                                    |

### Películas
| Año  | Título                            | Personaje         | Notas |
| ---- | --------------------------------- | ----------------- | --- |
| 2009 | Charlie & Boots                   | Mesera            | junto a Paul Hogan, Shane Jacobson, Morgan Griffin & Roy Billing                                             |
| 2009 | Closed for Winter                 | Dorothy           | junto a Tony Martin, Natalie Imbruglia, Daniel Frederiksen & Danielle Catanzariti                            |
| 2007 | Bastard Boys                      | Gwen Coombs       | junto a Colin Friels, Geoff Morrell, Anthony Hayes, Rhys Muldoon, Dan Wyllie & Justine Clarke                |
| 2005 | Small Claims: White Wedding       | Trudy Duffy       | junto a Claudia Karvan, Rebecca Gibney, Alyssa McClelland, Roy Billing & Brooke Satchwell                    |
| 2004 | The Brush-Off                     | Trish             | junto a David Wenham, Steve Bisley, Justine Clarke, Bruce Spence & Joel Tobeck                               |
| 2004 | Stiff                             | Trish             | junto a David Wenham, Mick Molloy, Andy McPhee, Darren Casey & Sam Neill                                     |
| 2004 | Thunderstruck                     | Madrina de Honor  | junto a Damon Gameau, Stephen Curry, Callan Mulvey, Sam Worthington, Ryan Johnson & Kestie Morassi           |
| 2003 | Swimming Upstream                 | Billie            | junto a Geoffrey Rush, Judy Davis, Jesse Spencer, Tim Draxl, Christopher Morris, David Hoflin & Craig Horner |
| 2002 | Wait 'Til Your Father Gets Home   | -                 | corto - junto a Mike Dorsey, Luke Hewitt, Barry Langrishe & Tamblyn Lord                                     |
| 2001 | Jet Set                           | -                 | junto a Tyler Coppin, David Field, Ryan Johnson & Robert Mammone                                             |
| 2001 | A Matter of Life                  | Sue               | corto - junto a Sam Worthington                                                                              |
| 2000 | My Mother Frank                   | Recepcionista     | junto a Rose Byrne, Sacha Horler, Celia Ireland, Lynette Curran, Melissa Jaffer & Nicholas Bishop            |
| 1998 | Let's Wait                        | Alex              | corto - junto a Stephen Barker, Dina Gillespie & Russell Kiefel                                              |
| 1997 | Thank God He Met Lizzie           | June              | junto a Richard Roxburgh, Cate Blanchett, Frances O'Connor & Linden Wilkinson                                |
| 1996 | Idiot Box                         | Detective Leanne  | junto a Ben Mendelsohn, Celia Ireland, Chris Noonan & Paul Gleeson                                           |
| 1994 | The Roly Poly Man                 | Chantal           | junto a Paul Chubb, Susan Lyons, Zoe Bertram, John Batchelor & Roy Billing                                   |
| 1994 | The Sum of Us                     | Joyce Johnson     | junto a Jack Thompson, Russell Crowe, John Polson & Rebekah Elmaloglou                                       |
| 1990 | Death in Brunswick                | June              | junto a Sam Neill, Zoe Carides, John Clarke & Doris Younane                                                  |
| 1988 | Grievous Bodily Harm              | Madeleine Kovitch | junto a John Waters, Colin Friels, Kim Gyngell, Gary Waddell & Richard Carter                                |
| 1988 | Kadaicha                          | Mrs. Millhouse    | junto a Zoe Carides, Tom Jennings, Kerry McKay & Natalie McCurry                                             |
| 1985 | The Empty Beach                   | Blibliotecaria    | junto a Bryan Brown, Ray Barrett, John Wood & Peter Collingwood                                              |
| 1985 | I Can't Get Started               | Rose              | junto a John Waters, Milorad Mihajlovic, Michael Goluben & Wendy Hughes                                      |
| 1984 | Mishaps of Seduction and Conquest | Emma              | corto - junto a Richard Evans & Stuart Campbell                                                              |
| 1979 | Tim                               | Dawnie Melville   | junto a Piper Laurie, Mel Gibson, Alwyn Kurts & Pat Evison                                                   |
| 1978 | Temperament Unsuited              | -                 | junto a Steve J. Spears, Robyn Nevin & Victoria Nicholls                                                     |

### Directora, narradora y presentadora
| Año  | Título                                                      | Notas                       |
| ---- | ----------------------------------------------------------- | --------------------------- |
| 2011 | Immigration Nation: The Secret History of Us                | 3 episodios - narradora     |
| 2010 | A Very Short War                                            | documental                  |
| 2009 | Law and Disorder: Allan Kessing-The Reluctant Whistleblower | documental - presentadora   |
| 2006 | Have a Go TV                                                | 13 episodios - presentadora |
| 2002 | Angel City                                                  | obra - directora            |

### Teatro
| Año            | Obra                              | Personaje      | Director (a)        | Teatro              | Notas                                                             |
| -------------- | --------------------------------- | -------------- | ------------------- | ------------------- | ----------------------------------------------------------------- |
| 2013           | Talley's Folly                    | Sally Talley   | -                   | Creamery Theatre    | junto a Tom Milligan                                              |
| 2012           | A Second Helping                  | Karin Engleson | -                   | Creamery Theatre    | junto a Nikki Savitt & Amy Marie Stewart                          |
| 2012           | Pygmalion                         | Mrs Pearce     | Peter Evans         | Sydney Theatre      | junto a Andrea Demetriades & Wendy Hughes                         |
| 2009, 2011     | The Book of Everything            | -              | Neil Armfield       | Belvoir St. Theatre | junto a Alison Bell, Iain Grandage, Peter Carroll & Julie Forsyth |
| 2009           | Rough Draft #3                    | -              | Simon Stone         | -                   | junto a Wayne Blair & Kit Brookman                                |
| 2008           | The Glory                         | -              | Aidan Fennessy      | Buttler Theatre     | junto a Craig Annis, Colin Moody & Louise Siversen                |
| 2008           | The Female of the Species         | -              | Tom Gutteridge      | Playhouse Theatre   | junto a Matt Dyktynski, Natalie Holmwood & Dennis Simmons         |
| 2006           | Woman In Mind                     | -              | Gale Edwards        | Drama Theatre       | junto a John Adam, Andrew McFarlane & Noni Hazlehurst             |
| 2005           | President Wilson in Paris         | -              | Jennifer Hagan      | Playhouse Theatre   | junto a Henry Nixon & Henri Szeps                                 |
| 2005           | Myth, Propaganda...               | Marguerite     | Christopher Hurrell | Stables Theatre     | junto a Mark Constable, Melanie Vallejo & Victoria Hill           |
| 2004           | What the Butler Saw               | -              | Jim Sharman         | Belvoir St. Theatre | junto a Nicholas Eadie, Max Gillies & Michael McCall              |
| 2003           | An Evening with Deborah...        | -              | -                   | Sydney Theatre      | junto a Colette Mann                                              |
| 2003           | Black Milk                        | -              | -                   | Belvoir Theatre     | junto a Louise Fox, Rita Kalnejais & Toby Schmitz                 |
| 2003           | Major Barbara                     | -              | Robyn Nevin         | Parade Theatre      | junto a Toby Schmitz, Maggie Kirkpatrick & Mark Priestley         |
| 2002           | Soulmates                         | Fiona          | Gale Edwards        | Drama Theatre       | junto a Jonathan Biggins, Jacki Weaver & William Zappa            |
| 2001           | A Conversation                    | -              | Sandra Bates        | Ensemble Theatre    | junto a Diane Craig, Glenn Hazeldine & Robert Coleby              |
| 2000           | Blithe Spirit                     | Ruth           | Rosalba Clemente    | -                   | junto a Caroline Mignone & Amanda Muggleton                       |
| 1998           | Diving For Pearls                 | -              | Adam Cook           | Ensemble Theatre    | junto a Danny Adcock, Sacha Horler & Steve Rodgers                |
| 1994,1995,1997 | Picasso at the Lapin Agile        | -              | Neil Armfield       | Belvoir St. Theatre | junto a Paul Blackwell, David Field & Shane Bourne                |
| 1996           | No Names... No Pack Drill         | -              | Andrew Tighe        | Marian St. Theatre  | junto a Marta Dusseldorp, Aaron Jeffery & Veronica Neave          |
| 1996           | Simpatico                         | -              | David Berthold      | -                   | junto a Nicholas Hope, Marshall Napier & Greta Scacchi            |
| 1994           | Cosi                              | -              | Nadia Tass          | Glen St. Theatre    | junto a Kim Gyngell, Suzi Dougherty & Greg Saunders               |
| 1993           | The Temple                        | -              | Richard Wherrett    | Wharf Theatre       | junto a Jeanette Cronin, Norman Kaye & Andrew Tighe               |
| 1993           | Top Girls                         | -              | Melissa Bruce       | Wharf Theatre       | junto a Linda Cropper, Kirsty McGregor & Kerry Walker             |
| 1992           | Water Daughter/Glycerine Tears    | -              | Melissa Bruce       | Stables Theatre     | junto a Brendan Higgins, Glenda Linscott & Susan Prior            |
| 1992           | Fractured Intimacies              | -              | Melissa Bruce       | Stables Theatre     | junto a Brendan Higgins, Glenda Linscott & Susan Prior            |
| 1992           | Like Whiskey on the Breath...     | -              | Ros Horin           | Stables Theatre     | junto a Brendan Higgins, Glenda Linscott & Susan Prior            |
| 1989, 1992     | Caravan                           | -              | Gary Down           | Regal Theatre       | junto a Liz Auron, Terry Bader & Peter Kowitz                     |
| 1989           | Black Cockatoos                   | -              | Ned Manning         | Belvoir St. Theatre | junto a John Blair, Jimmy Little & Helen Mutkins                  |
| 1988, 1989     | Don's Party                       | -              | Graeme Blundell     | Athenaeum Theatre   | junto a Steve Bisley, Gia Carides & Garry McDonald                |
| 1988           | King Lear                         | -              | Gale Edwards        | -                   | junto a John Howard, Geoff Morrell & Geoffrey Rush                |
| 1988           | Absurd Person Singular            | -              | Gale Edwards        | -                   | junto a Edwin Hodgeman, Deidre Rubenstein & Henry Salter          |
| 1987           | Blood Relations                   | -              | Jim Sharman         | Drama Theatre       | junto a Geoff Morrell, Maggie Kirkpatrick & John Wood             |
| 1985           | Slow Love                         | -              | Kerry Dwyer         | -                   | junto a Stephen Burton & Brian Joyce                              |
| 1981, 1983     | Accidental Death of an Anarchist  | -              | Brent McGregor      | Athenaeum Theatre   | junto a Max Gillies, Russell Newman & John Turnbull               |
| 1981, 1982     | Desert Flambe                     | -              | Christine Koltai    | Scott Theatre       | junto a Suzanne Dudley, Jenny Hope & Jenny Ludlam                 |
| 1980           | The House of the Deaf Man         | -              | John Bell           | -                   | junto a Paul Bertram, Joseph Furst & Kerry Walker                 |
| 1979           | Travelling North                  | -              | John Bell           | Athenaeum Theatre   | junto a Jennifer Hagan, Julie Hamilton & Frank Wilson             |
| 1977           | Much Ado About Nothing            | -              | John Bell           | -                   | junto a Peter Carroll, Ivar Kants & Gordon McDougall              |
| 1975           | Richard III                       | -              | Richard Wherrett    | -                   | junto a Robert Alexander, John Bell & Melissa Jaffer              |
| 1975           | The Revenger's Tragedy            | -              | Richard Cottrell    | -                   | junto a Ivar Kants, Philip Quast & Jennifer West                  |
| 1971           | Niugini! Four Plays from Papua... | -              | Algis Butavicius    | New Theatre         | junto a Leigh Antill, Simon Burke, Helen Cox & Lindsay Norris     |

## Premios y nominaciones
| Año  | Categoría                         | Premio    | Película      | Resultado |
| ---- | --------------------------------- | --------- | ------------- | --------- |
| 1994 | Best Actress in a Supporting Role | AFI Award | The Sum of Us | Nominada  |